# Beauprea pancheri
Beauprea pancheri är en tvåhjärtbladig växtart som beskrevs av Brongn. & Gris. Beauprea pancheri ingår i släktet Beauprea och familjen Proteaceae. Inga underarter finns listade i Catalogue of Life.